# Konjunktiv im Deutschen
Der Konjunktiv (aus spätlateinisch modus coniūnctīvus, eigentlich „eine der Satzverbindung dienende Aussageweise“ zu lat. coniungere ‚verbinden‘) ist im Deutschen neben dem Indikativ und dem Imperativ einer der drei Modi eines Verbs. Da Aussagen im Konjunktiv in der Regel in den Bereich des Nicht-Wirklichen fallen, wird er traditionell auch als Möglichkeitsform bezeichnet. Der Konjunktiv hat jedoch nicht die Funktion, anzuzeigen, dass etwas möglich ist.
Im Deutschen gibt es zwei Arten des Konjunktivs, die jeweils in die Zeitstufen der Gegenwart, der Vergangenheit und der Zukunft untergliedert sind:
- Der Konjunktiv I wird hauptsächlich in der indirekten Rede verwendet.
- Der Konjunktiv II wird unter anderem in Konditionalsätzen gebraucht. Zudem wird er als Ersatz für den Konjunktiv I in der indirekten Rede verwendet, wenn die Form des Konjunktivs I mit der Form des Indikativ Präsens identisch ist.

In manchen Funktionsarten kann in der deutschen Standardsprache statt eines Konjunktivs auch der Indikativ verwendet werden.

## Konjunktiv I
Der deutsche Konjunktiv I geht der Form nach auf den indogermanischen Optativ Präsens zurück, der in den germanischen Sprachen die Funktion des Konjunktivs übernommen hat (Optativsuffix *-yéh₁-, ablautend mit *-ih₁-´, lautgesetzlich verallgemeinert german. *-ī-; so stets beim Konjunktiv II, bei dem dieses german. *-ī- an den Perfektstamm antritt; für thematische Verben gilt: Themavokal *-o-/-ó- + Optativsuffix *-ih₁- > -o-yh₁-/-ó-yh₁-, immer mit Sekundärendungen). Den in anderen indogermanischen Folgesprachen aufzufindenden Konjunktiv – thematisch mit -é-Stufe der Wurzel – gibt es im Germanischen nicht.

### Bildung des Konjunktivs I
Die Formen des Konjunktivs I werden vom Wortstamm der Grundform (des Infinitivs) gebildet:
An den Stamm (Infinitiv minus -(e)n: lauf·en, sei·n) werden dieselben Personalendungen angefügt, die im Präteritum der schwachen Verben nach -t- angefügt werden. Die einzige Ausnahme ist das Verb sein, welches keine Endung in der 1. und 3. Person hat.
Nachfolgend die Personalendungen des Konjunktivs I sowie die beispielhafte Konjugation von sein, haben, können, müssen, wissen, wollen und den regelmäßigen Verben installieren und reden:
|           |        | sein | sein    | haben | haben   | können | können  | müssen | müssen  | wissen | wissen  | wollen | wollen  | installieren | installieren  | reden  | reden   |
| P/N       | Endung | Ind. | Konj. I | Ind.  | Konj. I | Ind.   | Konj. I | Ind.   | Konj. I | Ind.   | Konj. I | Ind.   | Konj. I | Ind.         | Konj. I       | Ind.   | Konj. I |
| --------- | ------ | ---- | ------- | ----- | ------- | ------ | ------- | ------ | ------- | ------ | ------- | ------ | ------- | ------------ | ------------- | ------ | ------- |
| ich       | -e     | bin  | sei     | habe  | habe    | kann   | könne   | muss   | müsse   | weiß   | wisse   | will   | wolle   | installiere  | installiere   | rede   | rede    |
| du        | -est   | bist | seiest  | hast  | habest  | kannst | könnest | musst  | müssest | weißt  | wissest | willst | wollest | installierst | installierest | redest | redest  |
| er/sie/es | -e     | ist  | sei     | hat   | habe    | kann   | könne   | muss   | müsse   | weiß   | wisse   | will   | wolle   | installiert  | installiere   | redet  | rede    |
| wir       | -en    | sind | seien   | haben | haben   | können | können  | müssen | müssen  | wissen | wissen  | wollen | wollen  | installieren | installieren  | reden  | reden   |
| ihr       | -et    | seid | seiet   | habt  | habet   | könnt  | könnet  | müsst  | müsset  | wisst  | wisset  | wollt  | wollet  | installiert  | installieret  | redet  | redet   |
| sie       | -en    | sind | seien   | haben | haben   | können | können  | müssen | müssen  | wissen | wissen  | wollen | wollen  | installieren | installieren  | reden  | reden   |

Nur wenige Verben unterscheiden sich im Konjunktiv I relativ stark von ihren Indikativ-Präsens-Formen (wie sein, haben, können, müssen, wissen oder wollen; in der 1. und 3. Person Plural tritt – mit der singulären Ausnahme sind / seien – nie ein Unterschied auf). Im Falle von reden erscheint nur in der 3. Person Singular eine formal verschiedene Form. Eine Unterscheidung kommt nur zustande, wenn die Personen des Indikativs Präsens von der regelmäßigen Konjunktiv-I-Bildung abweichen – der Konjunktiv I selbst ist eine durchgehend regelhaft flektierende grammatische Kategorie.
Weitere Zeiten und z. B. das Vorgangspassiv können gebildet werden, indem die benötigten Hilfsverben „sein“, „haben“ oder „werden“ in den Konjunktiv I gesetzt werden:
|          | Aktiv                  | Aktiv                                   | Vorgangspassiv                | Vorgangspassiv                                 |
| -------- | ---------------------- | --------------------------------------- | ----------------------------- | ---------------------------------------------- |
|          | Indikativ              | Konjunktiv I                            | Indikativ                     | Konjunktiv I                                   |
| Präsens  | Du gehst               | Er sagte, dass du gehest                | Du wirst getragen             | Er sagte, dass du getragen werdest             |
| Perfekt  | Du bist gegangen       | Er sagte, dass du gegangen seiest       | Du bist getragen worden       | Er sagte, dass du getragen worden seiest       |
| Futur I  | Du wirst gehen         | Er sagte, dass du gehen werdest         | Du wirst getragen werden      | Er sagte, dass du getragen werden werdest      |
| Futur II | Du wirst gegangen sein | Er sagte, dass du gegangen sein werdest | Du wirst getragen worden sein | Er sagte, dass du getragen worden sein werdest |

### Verwendung des Konjunktivs I

#### Indirekte Rede
Der Konjunktiv I wird – vor allem in der Schriftsprache – in der indirekten Rede verwendet. Die sprachliche Äußerung einer Person kann von einem Berichtenden indirekt vermittelt werden (indirekte Rede, seltener: abhängige Rede, lateinisch oratio obliqua). Durch diesen Modus wird kenntlich gemacht, dass nicht die eigene Meinung oder Wahrnehmung, eine eigene Frage oder ein eigener Wunsch berichtet, sondern die Äußerung eines Dritten wiedergegeben wird. Die indirekte Rede wird häufig in Protokollen, Berichten oder Ähnlichem verwendet. Bei der indirekten Rede gerät die Rede in Abhängigkeit von Verben des Sagens, des Fragens (auch: indirekte Frage) oder des Wünschens (auch: indirekter Wunsch).
„Mein Bekannter sagt, er habe geheiratet.“
„Zum Zweck der Entschließung, ob zu handeln sei, hat er die Notwendigkeit genau zu prüfen.“ (indirekte Frage)
„Der Gläubiger stellt beim Gerichtsvollzieher den Antrag, dass die Zwangsvollstreckung betrieben werde.“ (indirekter Wunsch)
In der indirekten Rede verwendet man in der Regel die Form des Konjunktivs I (coniunctivus obliquus). Wenn die Formen des Indikativs und des Konjunktivs I gleich sind, wird auf die Formen des Konjunktivs II zurückgegriffen, um die Mittelbarkeit des Gesagten zu verdeutlichen. Sind auch die entsprechenden Konjunktiv-II-Formen identisch mit Indikativformen, so kann die entsprechende Konjunktiv-II-Form mit „würde“ benutzt werden. Eine Formengleichheit zwischen den Formen des Indikativs und des Konjunktivs I besteht im Standarddeutschen immer in der 1. und 3. Person Plural (wir/sie) und meist (bei regelmäßigen Verben immer) in der 1. Person Singular (ich). In deutschen Dialekten können dagegen Verbformen des Indikativs und des Konjunktivs I unterschiedlich lauten, die im Standard-Deutschen gleich sind: zum Beispiel schwäbisch i hab (Indikativ) und i häb (Konjunktiv I) als Formen der 1. Person Singular des Verbs haben (ich habe). Am häufigsten werden in indirekter Rede Aussagen in der 3. Person wiedergegeben.
Zum Ausdruck der Vorzeitigkeit des Geschehens wird die Vergangenheitsform (Perfekt-Form) des Konjunktivs I, bei Ausdruck der Gleichzeitigkeit die Gegenwartsform (Präsens-Form) des Konjunktivs I, zur Darstellung einer Nachzeitigkeit die Zukunftsform (Futur-Form) des Konjunktivs I verwendet. Der Konjunktiv I nimmt im Deutschen nicht die Tempusform an, die der Hauptsatz aufweist. Als Bezugspunkt für die Beurteilung der Nach-, Gleich- und Vorzeitigkeit ist der Zeitpunkt der Äußerung durch den Dritten maßgeblich. Es ist nicht auf den Zeitpunkt der indirekten Wiedergabe abzustellen.
Für den Konjunktiv I stehen daher nur drei Zeitformen zur Verfügung, die im Folgenden an Beispielen erklärt werden.

##### Gleichzeitigkeit von Geschehen und Wiedergabe durch den Dritten
- Tom sagt: „Ich gehe heute ins Kino.“ (= direkte Rede)

wird zu:
Tom sagt, er gehe heute ins Kino. (= indirekte Rede mit Hilfe einer Konjunktiv-I-Form; wegen der Gleichzeitigkeit des Geschehens mit der Äußerung Toms wird die Zeitform des Konjunktivs I genommen, die sich am Indikativ Präsens orientiert)
- Tom sagte gestern: „Ich gehe ins Kino.“ (= direkte Rede)

wird zu:
Tom sagte gestern, dass er ins Kino gehe. (= indirekte Rede mit Hilfe einer Konjunktiv-I-Form; wegen der Gleichzeitigkeit von Geschehen und Äußerung durch Tom ist Konjunktiv I Präsens richtig)
- Tom berichtet: „Wir gehen in die Schule.“ (= direkte Rede)

wird zu:
Tom berichtet, dass sie in die Schule gehen würden. (= indirekte Rede mit Hilfe der Konjunktiv-II-Form und „würde“, orientiert am Indikativ Präteritum; Konjunktiv I, orientiert am Indikativ Präsens, wäre „sie gehen“, da dies mit der Indikativform identisch ist, versucht man die Konjunktiv-II-Form, diese wäre „sie gingen“, auch diese entspricht dem Indikativ, also kann man die Ersatzform mit „würde“ wählen)

##### Vorzeitigkeit des Geschehens in Bezug auf die Wiedergabe durch den Dritten
- Tom erzählt: „Wir waren gestern im Schwimmbad.“ (= direkte Rede)

wird zu:
„Tom erzählt, dass sie gestern im Schwimmbad gewesen seien.“ (= indirekte Rede; der Besuch des Schwimmbads war vor dem Bericht Toms; daher bedient man sich einer Konjunktiv-I-Form, die sich am Indikativ Perfekt orientiert)

##### Nachzeitigkeit des Geschehens in Bezug auf die Wiedergabe durch den Dritten
- Tom berichtete: „Daniel wird gleich in die Schule gehen.“ (= direkte Rede)

wird zu:
„Tom berichtete, dass Daniel gleich in die Schule gehen werde.“ (= indirekte Rede; der Gang in die Schule ist dem Bericht durch Tom zeitlich nachgelagert; richtig ist daher der Konjunktiv I Futur)

#### Andere Verwendungen
Außerdem bildet er die Wunschform (Optativ) der 1. und 3. Person Singular und Plural, wobei oft die Wortstellung invertiert wird:
„Es lebe der König!“
„Dein Reich komme, Dein Wille geschehe.“
Zuweilen kommt es hierbei auch zu einer alternativen Satzstellung:
„Bleibe die Liebe dir treu!“
„Möge das Glück dich begleiten!“ (hier mit dem Modalverb mögen)
Konjunktiv I ist auch bei der Aufforderungsform (Jussiv) an die 3. Person Singular im Gebrauch:
„Man nehme, wenn man hat, ein halbes Pfund Butter.“

##### In mathematischen Texten
Überproportional häufig findet man den Konjunktiv I auch in mathematischen Beweisen oder Fragestellungen. Auf diese Art werden einerseits oft die Voraussetzungen (Variablennamen, Zahlenbereiche, Beziehungen zwischen den vorkommenden Größen oder deren Eigenschaften …) angegeben, die die für die nachfolgende Argumentation gelten sollen, aber im Allgemeinen nicht zwingend wahr sind. Andererseits wird der Konjunktiv I häufig für die indirekte Aufforderung (vgl. Jussiv) zum Lösen eines mathematischen Problems verwendet:
„Es seien {\displaystyle x} und {\displaystyle y} zwei reelle Zahlen und es gelte {\displaystyle x<y}. Man zeige, dass es eine rationale Zahl {\displaystyle r} gibt, sodass {\displaystyle x<r<y}.“
Diese gängige Sprechweise in der obigen Aufgabenstellung lässt erkennen, dass mit den Symbolen {\displaystyle x} und {\displaystyle y} nicht immer zwingend reelle Zahlen gemeint sind – in dieser Aufgabe aber schon. Weiters gilt natürlich auch nicht für alle Paare {\displaystyle x} und {\displaystyle y} reeller Zahlen, dass {\displaystyle x<y} – aber in dieser Aufgabe wird diese Beziehung für den weiteren Argumentationsweg festgelegt. Statt „Man zeige, dass...“ finden sich in solchen Aufgabenstellungen auch häufig die Formulierungen „Es ist zu zeigen, dass...“ oder „Beweisen Sie, dass...“.

## Konjunktiv II
Der Konjunktiv II bezeichnet die Nichtwirklichkeit (das Irreale) und steht vor allem in konditionalen Satzgefügen, in irrealen Konsekutivsätzen, in Vergleichssätzen oder wird als Ersatz für den Konjunktiv I in der indirekten Rede verwendet, falls die Form des Konjunktivs I mit dem Indikativ Präsens identisch ist. Aus sprachgeschichtlicher Sicht handelt es sich beim Konjunktiv II um den Optativ des Perfekts: An die Perfektform tritt das Optativsuffix *-yéh₁-, ablautend mit *-ih₁-´, an; dieses wird als lautgesetzlich > german. *-ī- verallgemeinert.

### Bildung des Konjunktivs II
Der Konjunktiv II der Gegenwart wird vom Indikativ Präteritum abgeleitet, das das urindogermanische Perfekt fortsetzt. Starke Verben mit umlautfähigem Stammvokal werden dabei umgelautet: kommen → kam → käme, singen → sang → sänge, backen → buk → büke, wachsen → wuchs → wüchse, heben → hob → höbe; bei einem Teil der starken Verben der dritten Ablautreihe wird das im Neuhochdt. durchgängige „a“ des Präteritums, das noch im Althochdt. im Plural ein „u“ aufwies, bei der Bildung des Konjunktivs II meist durch ein „ü“ oder „ö“ ersetzt, zum Beispiel: sterben → starb → stürbe, werfen → warf → würfe, beginnen → begann → begönne oder gewinnen → gewann → gewönne. An den gegebenenfalls so modifizierten Wortstamm wird dann die entsprechende Personalendung angefügt.
Die Personalendungen des Konjunktivs II sind dieselben wie beim Konjunktiv I, beispielhaft konjugiert anhand des starken Verbs „treffen“ (Präteritum traf~, umgelautet träf~,) und des schwachen Verbs „installieren“ (Präteritum installiert~):
|           |        | treffen    | treffen       | installieren             |
| P/N       | Endung | Präteritum | Konjunktiv II | Präteritum/Konjunktiv II |
| --------- | ------ | ---------- | ------------- | ------------------------ |
| ich       | -e     | ich traf   | ich träfe     | ich installierte         |
| du        | -est   | du trafst  | du träfest    | du installiertest        |
| er/sie/es | -e     | er traf    | er träfe      | er installierte          |
| wir       | -en    | wir trafen | wir träfen    | wir installierten        |
| ihr       | -et    | ihr traft  | ihr träfet    | ihr installiertet        |
| sie       | -en    | sie trafen | sie träfen    | sie installierten        |

Das starke Verb „treffen“ hat eine eigene, umgelautete Flexion für den Konjunktiv II und ist gut vom Präteritum unterscheidbar. Hingegen sind bei dem regelmäßigen Verb „installieren“ beide Formen völlig identisch; in diesem Fall wird üblicherweise auf die „würde-Form“ (s. u.) ausgewichen.
Die Bildung der Zeiten Plusquamperfekt, Futur I und Futur II entspricht sowohl im Aktiv als auch im Vorgangspassiv den Regeln des Indikativs. Das flektierte Hilfsverb wird anstelle des Hauptverbs in den Konjunktiv II gesetzt:
|                 | Aktiv                  | Aktiv                    | Vorgangspassiv                 | Vorgangspassiv                 |
| --------------- | ---------------------- | ------------------------ | ------------------------------ | ------------------------------ |
|                 | Indikativ              | Konjunktiv II            | Indikativ                      | Konjunktiv II                  |
| Präteritum      | du gingst              | du gingest               | ich wurde getragen             | ich würde getragen (werden)    |
| Plusquamperfekt | du warst gegangen      | du wärest gegangen       | ich war getragen worden        | ich wäre getragen worden       |
| Futur I         | du wirst gehen         | du würdest gehen         | ich werde getragen werden      | ich würde getragen werden      |
| Futur II        | du wirst gegangen sein | du würdest gegangen sein | ich werde getragen worden sein | ich würde getragen worden sein |

Das Futur I des Aktivs dient mittlerweile hauptsächlich dazu, den Konjunktiv II an sich zu bilden („würde-Form“).

### Verwendung des Konjunktivs II

#### Irrealis
Der Konjunktiv II wird auch Irrealis genannt. Der Konjunktiv II wird verwendet, um unmögliche und unwahrscheinliche Bedingungen oder Bedingungsfolgen zu benennen oder um auszudrücken, dass unter mehreren an sich möglichen Folgen infolge menschlicher Entscheidungen durch Ermessensgebrauch eine bestimmte Folge ausscheiden werde. Durch die Formulierung von Bedingungen und deren Folgen lassen sich auch Vorstellungen und Wünsche, die wahrscheinlich nicht eintreten werden oder unmöglich sind, oder Zweifel des Sprechers an bestimmten Sachverhalten zum Ausdruck bringen.

##### Bedingung, deren Eintritt unmöglich oder sehr unwahrscheinlich ist
Der irreale Bedingungssatz wird oft mit „wenn“ oder „falls“ eingeleitet. Der Nebensatz stellt eine Bedingung auf, deren (unmöglicher oder unwahrscheinlicher) Eintritt etwas folgen lässt, das im Hauptsatz bezeichnet wird. Es wird sowohl im Hauptsatz wie im Nebensatz Konjunktiv II verwandt.
„Wenn ich ein Vöglein wär’ und auch zwei Flüglein hätt’, flög’ ich zu Dir.“
Die Konjunktion „wenn“ oder „falls“ kann auch entfallen, so dass der Satz mit dem finiten Verb beginnt.
„Wärest du früher aufgestanden, hättest du deinen Termin nicht verpasst.“
Der Nebensatz kann entfallen, wenn die Bedingung aus dem Kontext erschlossen werden kann.
„Ich flöge nicht.“ (Kontexterschließung: „Wenn ich an deiner Stelle wäre, flöge ich nicht.“)
Das Gleiche gilt, wenn der Nebensatz durch eine Infinitiv-, eine Präpositionalkonstruktion oder Sätze mit „sonst“ oder „aber“ ersetzt werden kann.
„Es wäre besser, nicht zu fliegen.“ (Infinitivkonstruktion statt: „Es wäre besser, wenn du nicht flögest.“)
„An deiner Stelle flöge ich nicht.“ (Präpositionalkonstruktion statt: „Wenn ich an deiner Stelle wäre, flöge ich nicht.“)
„Er flöge jetzt nach Amerika, aber er hat keinen Urlaub.“ (Aber-Konstruktion statt: „Wenn er Urlaub hätte, flöge er jetzt nach Amerika.“)
Es kann auch der Hauptsatz entfallen, wenn die Bedingungsfolge aus dem Kontext erschließbar ist; der Nebensatz wird zum einfachen Satz. Die Erschließung der Bedingungsfolge ist bei Wünschen möglich, deren Eintritt unmöglich oder sehr unwahrscheinlich ist.
„Wäre ich doch ein begnadeter Künstler!“ (statt: „Ich wäre sehr glücklich, wenn ich ein begnadeter Künstler wäre.“)

##### Unwahrscheinliche oder unmögliche Bedingungsfolgen
Der Konjunktiv II findet auch Anwendung, wenn der spezifische Bedingungs-Folgen-Zusammenhang unwahrscheinlich bzw. unmöglich ist. Der Eintritt einer Bedingungsfolge kann unwahrscheinlich bzw. unmöglich sein, weil die Folge an sich irreal ist (irrealer Folgesatz) oder weil derjenige, auf den sich die Bedingung bezieht, unter mehreren möglichen Folgen ein Auswahlermessen hat und eine an sich mögliche Folge ermessensbedingt (wahrscheinlich) ausscheidet. Wichtig ist, dass die der Bedingungsfolge zugrunde liegende Bedingung real ist.
a) Irrealer Folgesatz
Beim irrealen Folgesatz ist die Folge unmöglich oder unwahrscheinlich, obwohl der Bedingungseintritt denkbar ist und die Folge nicht durch die Ausübung eines Ermessens ausfällt.
„Ich trank so viel, dass mein Kopf beinahe explodiert wäre.“
„Niemand ist so klug, als dass er alles wüsste.“
b) Ermessensbedingtes Ausscheiden einer an sich möglichen Folge
Diese Fallgruppe liegt vor, wenn erwartet wird, dass eine bestimmte denkbare Bedingungsfolge unter mehreren denkbaren Bedingungsfolgen wegen eines unwahrscheinlichen Ermessensgebrauchs nicht eintreten werde. Ein ermessensbedingtes Ausscheiden einer an sich möglichen Folge ist bei naturwissenschaftlichen Ursachenzusammenhängen nicht denkbar, sondern nur bei menschlichen Entscheidungen. Räumt derjenige, welcher das Ermessen ausüben kann, ein, dass eine bestimmte Ermessensentscheidung unwahrscheinlich sei, spricht man auch von Einräumungssätzen.
„Sie ist viel zu ehrgeizig, als dass sie aufgäbe.“
„Auch wenn der Täter verurteilt (werden) würde, verziehe ich ihm nicht.“ (Einräumungssatz)

##### Irrealer Vergleichssatz
„Ich fühlte mich, als wäre ich alleine auf der Erde.“

##### Zögern, Zweifel bei einer Frage, Vermutung oder Feststellung
„Wär’s möglich? Könnt’ ich nicht mehr, wie ich wollte?“ (Schiller, Wallenstein)

#### Höflichkeitsform
Der Konjunktiv II dient außerdem als Höflichkeitsform. Sie wird zum einen verwendet, wenn man Bitten an andere Personen richtet:
Könnten Sie das für mich erledigen? anstatt Erledigen Sie das für mich! (Imperativ) oder Können Sie das für mich erledigen? (Indikativ als Frage)
Hätten Sie einen Moment Zeit? anstatt Haben Sie einen Moment Zeit? (Indikativ als Frage)
Zum anderen kann der Konjunktiv II als Bescheidenheitsform in Bezug auf sich selbst fungieren:
Ich hätte gerne ein Bier. oder Ich möchte gerne ein Bier. anstatt Ich will ein Bier.
Ich würde gerne ins Kino gehen. anstatt Ich will ins Kino gehen.
Ich würde vorschlagen, dass wir noch eine Nacht darüber schlafen. anstatt Ich schlage vor, dass wir noch eine Nacht darüber schlafen.
Die Möglichkeitsform dient hier dazu, den Wunsch oder den Anspruch auf Erfüllung förmlich abzumildern.

### Konjunktiv II in der indirekten Rede

#### Ersatzform für den Konjunktiv I
Stimmt in den Fallgruppen, in welchen der Konjunktiv I die richtige Konjunktivform ist, dieser mit dem Präsens Indikativ überein, so kann der Konjunktiv I durch den Konjunktiv II ersetzt werden, um einer Verwechslung mit dem Indikativ Präsens vorzubeugen, die insbesondere in der 1. Person Singular sowie der 1. und 3. Person Plural häufig möglich ist.

#### Ausdruck des Zweifels am Inhalt des Berichteten
In mehreren Grammatiken findet sich darüber hinaus die Regel, dass der Konjunktiv II in der indirekten Rede auch verwendet werden kann, wenn der Sprecher gegenüber dem, was er berichtet, Zweifel hat oder es für unzutreffend hält (implizite Bewertung, Distanzierung). Beispiele sind:
- „Paula sagte, sie hätte fleißig gelernt.“ (Der Sprecher glaubt es aber nicht.)
- „Rosa meinte, das ließe sich nicht ändern.“ (Der Sprecher ist vom Gegenteil überzeugt.)

In der Sprachwissenschaft ist diese Regel jedoch umstritten. Manche Sprachwissenschaftler bejahen eine solche Funktion des Konjunktivs II, zumindest wo er einen vorhandenen eindeutigen Konjunktiv I ersetzt. Andere lehnen diese Deutung des Konjunktivs II als grundlagenlos ab oder sehen die Verwendung des Konjunktivs I und II eher abhängig von der Sprachebene oder auch von regionalen Unterschieden. In der gesprochenen Sprache ist die Verwendung des Konjunktivs II wesentlich häufiger und teils sogar vorherrschend, selbst wenn eine eindeutige Form des Konjunktivs I zur Verfügung steht. Wegen dieser schwankenden Verwendung der Konjunktivformen ist ein Bedeutungsunterschied im Einzelnen kaum feststellbar und jedenfalls nicht allgemein anerkannt. Untersuchungen haben gezeigt, dass etwa in der Zeitungssprache der Gebrauch des Konjunktivs II zur stärkeren Distanzierung in indirekter Rede nicht nachweisbar ist. Letzten Endes ist es vor allem der Kontext, über den eine etwaige Distanzierung des Sprechers vom Berichteten deutlich wird.

### Ersatzform mit „würde“ („Konjunktiv III“)
Wenn die Konjunktiv-II-Form infolge Identität mit den Formen des Indikativ Präteritums zu Missverständnissen führen kann, kann auf eine Hilfskonstruktion mit „würde“ ausgewichen werden. Folgerichtig ist der Einsatz des „würde-Konjunktivs“ bei der Bildung der indirekten Rede erlaubt, wenn der Konjunktiv I wegen der Identität mit dem Indikativ Präsens durch den Konjunktiv II ersetzt wird und die vom Präteritum abgeleitete Normalform des Konjunktivs II mit dem Indikativ Präteritum übereinstimmt.
Bei genauerer Betrachtung handelt es sich dabei um die ursprünglichen Futurformen des Konjunktivs II, die ihre Funktion verändert haben, da die Zukunft im Deutschen immer mehr mit den Präsensformen + Lexik (morgen, übermorgen, in zwei Jahren u. ä.) ausgedrückt wird, auch „Konjunktiv III“ (s. a. Konditionalis):
Er sagte: „Ich werde das gerne machen.“
wird in der indirekten Rede zu
Er sagte, er werde das gerne machen. (Konjunktiv I)
bzw.
Er sagte, er würde das gerne machen. (Konjunktiv II, abgeleitet vom Indikativ Präteritum.)
Diese letztere Form gilt als umgangssprachlich. Sie bewirkt auch eine Mehrdeutigkeit mit dem Ausdruck eines Wunsches, während mit der Form des Konjunktiv I eindeutig eine Absicht zum Ausdruck gebracht wird.
Bildung der Formen des „würde-Konjunktivs“:
Beispiel: gehen
| Infinitiv | Indikativ Präteritum | Konjunktiv II  |
| --------- | -------------------- | -------------- |
| gehen     | er ging              | er würde gehen |

Beispiel: gehen
| Infinitiv | Indikativ Plusquamperfekt | Konjunktiv II          |
| --------- | ------------------------- | ---------------------- |
| gehen     | er war gegangen           | er würde gegangen sein |

Beispiel: singen
| Infinitiv | Indikativ Plusquamperfekt | Konjunktiv II           |
| --------- | ------------------------- | ----------------------- |
| singen    | er hatte gesungen         | er würde gesungen haben |

## Umgangssprache
In der Umgangssprache (mit Ausnahme des alemannischen Sprachraums) wird der Konjunktiv I heute nur noch selten verwendet. An seine Stelle tritt oft der Indikativ oder auch der Konjunktiv II:
„Er hat gesagt, dass er ins Theater geht.“
anstatt
„Er sagte, dass er ins Theater gehe.“
Für den Konjunktiv II wird in der Umgangssprache meist die „würde“-Form verwendet:
„Er hat gesagt, dass er ins Theater gehen würde.“
anstatt
„Er sagte, dass er ins Theater ginge.“
In den bairischen Dialekten wird der Konjunktiv II mit dem Morphem -àt- gebildet, z. B. findàt (fände), frågàt („fragte“ in der Bedeutung von „würde fragen“) usw. Allerdings existieren daneben auch unregelmäßige Formen bzw. unregelmäßige Formen mit Anfügung des Morphems -àt, so z. B. gàng, fànd und gàngàt, fàndàt (ginge, fände). Im Hochdeutschen hingegen verdrängt der „würde“-Konjunktiv immer mehr den Konjunktiv I und II und wird deshalb von manchen bereits zu einem eigenen strukturellen System des Konjunktivs III zusammengefasst.

## Der deutsche Konjunktiv im Sprachvergleich
Der Konjunktiv als Modus kommt mehr oder weniger erkennbar in allen indogermanischen Sprachen vor, hat aber meist völlig unterschiedliche Funktionen. Manche Sprachen unterscheiden dabei zusätzlich einen Optativ vom eigentlichen Konjunktiv. Die meisten Sprachen haben ähnlich wie das Deutsche ein oder zwei besondere Formen (wie zum Beispiel Konjunktiv I und Konjunktiv II). Manche, insbesondere ältere Sprachen (Altgriechisch, Sanskrit), aber auch die französische Sprache, haben neben Indikativ und Konjunktiv (Subjonctif) noch andere Verbformen (Modi).

### Englisch
Im Englischen sind Reste einer Aufteilung erkennbar, die den beiden Konjunktiven des Deutschen entspricht. So ist der Konjunktiv I noch in mehreren formelhaften Wendungen in Gebrauch, z. B. God save (statt: saves) the King! für ‚Gott schütze (statt: schützt) den König!‘ Die wichtigste regelmäßige Anwendung ist der Ausdruck von Befehlen, Vorschlägen oder Wünschen. Beispiel: She asked that he not be (statt: is not) told. ‚Sie bat darum, dass man es ihm nicht erzähle (statt: erzählt).‘ Schriftsprachlich existiert auch ein Gebrauch in gewissen Finalsätzen, wie He closed the window lest anyone see him. ‚Er schloss das Fenster, so dass ihn niemand sehe.‘
Der Konjunktiv II findet sich in systematischem Gebrauch in Gestalt von Wörtern wie might, would oder could sowie in irrealen „if-clauses“, zum Beispiel in If he were (statt: was) here (…) oder It looked as though it were about to start raining.

### Übersetzung des deutschen Konjunktivs im Spanischen

#### Vergleich mit dem Konjunktiv I
Der deutsche Konjunktiv I hat im Spanischen keine direkte Entsprechung. In der indirekten Rede gilt im Spanischen die Consecutio temporum, das heißt, die Auswahl der Zeitform im Nebensatz hängt davon ab, ob dessen Aussage bezüglich derjenigen des Hauptsatzes vorzeitig, gleichzeitig oder nachzeitig ist. Dies wird im folgenden Beispiel dargestellt. Während im Deutschen mehrfach der Konjunktiv I zum Einsatz kommt, wird im Spanischen zwischen verschiedenen Zeiten gewechselt, um die Reihenfolge der Ereignisse zu verdeutlichen:
| Sie erklärte mir, sie habe lange am Bahnhof gewartet, es sei aber niemand gekommen; der nächste Zug komme erst um 14 Uhr; sie werde bis dahin einkaufen gehen und dann wieder zum Bahnhof zurückkehren. | Ella me explicó que había esperado mucho tiempo en la estación pero que nadie había llegado; el próximo tren no iba a llegar sino hasta las 14 horas; ella iba hasta entonces a ir de compras y entonces volvería a la estación. |

Trotz einer gewissen formalen Ähnlichkeit ist der spanische subjuntivo del presente keinesfalls mit dem deutschen Konjunktiv I gleichzusetzen; er wird in der indirekten Rede grundsätzlich nicht eingesetzt, dafür aber in einer Vielzahl anderer Zusammenhänge, in denen auf Deutsch der Indikativ stünde (Beispiel: Hoffentlich regnet es nicht vs. Ojalá no llueva).

#### Vergleich mit dem Konjunktiv II
Der Konjunktiv II entspricht dem spanischen Subjunktiv (subjuntivo) und Konditionalis (spanisch condicional).
In irrealen Bedingungssätzen benutzt man auf Spanisch im Nebensatz den Subjunktiv und im Hauptsatz den Konditionalis:
| Wenn das Studium vom Staat finanziert würde, brauchten die Studenten nicht nebenbei zu arbeiten. | Si los estudios fuesen/fueran financiados por el Estado los estudiantes no tendrían que trabajar a tiempo parcial. |
| Wenn er mehr Geld gehabt hätte, wäre er mitgekommen.                                             | Si él hubiese/hubiera tenido más dinero habría venido con nosotros.                                                |
| Hätte ich das gewusst, wäre ich nicht gekommen.                                                  | Si lo hubiese/hubiera sabido no habría venido                                                                      |

Bei nichtwirklichen Wunsch- und Vergleichsätzen benutzt man im Spanischen in der Regel das Imperfekt im Subjunktiv oder das Plusquamperfekt im Subjunktiv (condicional perfecto):
| Wäre er wenigstens höflich gewesen!          | ¡Si por lo menos hubiera sido amable!  |
| Wenn wir dich nur vergessen könnten!         | ¡Si tan sólo pudiéramos olvidarte!     |
| Er kann pfeifen, als ob er ein Vogel wäre.   | Él sabe silbar como si fuera un pájaro |
| Er tut so, als ob er uns nicht kennen würde. | Él hace como si no nos conociera       |